# 大泊町
大泊町（おおどまりちょう／おおとまりちょう）は、日本の領有下において樺太に存在した町。
当該地域の領有権に関する詳細は樺太の項目を、現状に関してはサハリン州およびコルサコフの項目を参照。

## 概要
この地にはポロアントマリ、クシュンコタン、パッコトマリといった集落が存在していた。
中でもクシュンコタン（Kush-un-kotan、「通路ある村」の意味）は江戸時代には久春古丹などと書き、和人の勢力の介入する土地であった。明治6年に制定された地名の漢字は楠渓（クシユンコタン）である。樺太・千島交換条約以後のロシア帝国領有期には日本の領事館が置かれた。日露戦争後には楠渓町（なんけいちょう）と呼ばれ、当初は樺太民政署や後に移転するまで樺太庁が置かれ、樺太行政の中心地の一つであった。
パッコトマリ（Pakko-tomari、バッコトマリ、「老女港」の意味）は母子泊などと書き、クシュンコタンの北にある集落である。明治6年の制定名は函泊（ハツコトマリ）。ロシア帝国領有期にはコルサコフと呼ばれ、コルサコフ州の州都であった。本来コルサコフはこのパッコトマリと対応する地名であったが、日露戦争の頃からクシュンコタンを含む地名として多用されるようになった。日露戦争後の山下町に相当する。
ポロアントマリ（Poro-an-tomari、「大きな港」の意味）は保呂安泊などと書き、クシュンコタンの南にある集落である。明治6年の制定名は大泊（オホトマリ）。後の栄町にあたる。
明治41年の内務省告示第29号により、これらを総合して大泊（オホトマリ）と称するように改正された。

大泊町は樺太の南部亜庭湾沿いにあり、亜庭湾のほぼ中央部奥に位置する。台地・神楽岡を囲むように市街地は広がっており、北に楠渓町、南に栄町と本町がある。楠渓町の北には中央高地がありその更に北に山下町が存在する。

## 歴史

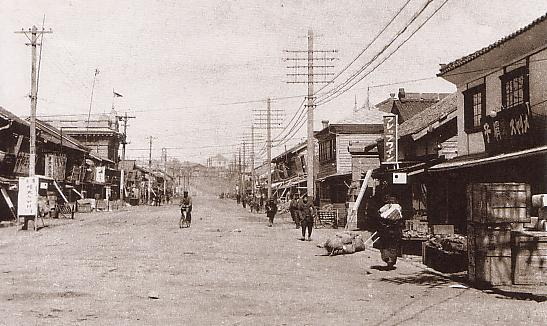
大泊町の栄町の街並み

- 1679年 - 松前藩の穴陣屋が久春古丹（大泊町楠渓）に設けられ、日本の漁場としての開拓が始まる。
- 1806年 - ロシア海軍士官らが久春古丹を焼き討ちにする。
- 1853年 - ロシア軍が久春古丹を襲撃、付近に駐屯地を建設。
- 1870年2月13日 - 樺太開拓使が開拓使から分離して、久春古丹に開設される。
- 1875年（明治8年） - 樺太・千島交換条約により、樺太全島がロシア領土となる。
- 1905年（明治38年） - ポーツマス条約により、樺太南部が日本領土に帰属する。
- 1905年（明治38年） - コルサコフに樺太民政署が置かれる。
- 1907年（明治40年） - コルサコフに樺太庁が置かれる。
- 1908年（明治41年） - コルサコフとポロアントマリを併せて大泊に名称変更。
- 1908年（明治41年）8月13日 - 樺太庁が豊原へと移転した。
- 1915年（大正4年）6月26日 - 「樺太ノ郡町村編制ニ関スル件」（大正4年勅令第101号）の施行により行政区画として発足。大泊郡に所属し、大泊支庁が管轄。
- 1923年（大正12年） - 稚泊航路（稚内港駅 - 大泊港駅）開設。（稚泊連絡船）
- 1924年（大正13年） - 大泊湾一帯の森林でマツカレハが大量発生。一夜にして数百町歩の森林が食い荒らされる被害となる。
- 1929年（昭和4年）7月1日 - 樺太町村制の施行により一級町村となる。
- 1942年（昭和17年）11月 - 管轄支庁が豊原支庁に変更。
- 1943年（昭和18年）4月1日 - 「樺太ニ施行スル法律ノ特例ニ関スル件」（大正9年勅令第124号）が廃止され、内地編入。
- 1945年（昭和20年）8月22日 - ソビエト連邦により占拠される。
- 1946年（昭和21年） - ソ連当局がコルサコフと改称
- 1949年（昭和24年）6月1日 - 国家行政組織法の施行のため法的に樺太庁が廃止。同日大泊町廃止。

## 町内の地名
| - 大泊 - 古牧（こまき） - 雄吠泊（おほえとまり） - 牧場（まきば） - 南問串（みなみといくし） | - 円留（えんる） - 大畑（おおはた） - 楠渓町（なんけいちょう） - 栄町（さかえちょう） |

（）

## 地域

### 教育
以下の学校一覧は1945年（昭和20年）4月1日現在のもの。

#### 国民学校
- 樺太公立大泊国民学校
- 樺太公立船見国民学校
- 樺太公立楠渓国民学校
- 樺太公立旭丘国民学校
- 樺太公立古牧国民学校

#### 中等学校
- 樺太庁大泊中学校
- 樺太庁大泊高等女学校
- 樺太公立大泊商業学校

### 金融機関
- 北海道拓殖銀行大泊支店

### 公共交通機関
- 大泊市街軌道 - 樺太大泊郡大泊町の大泊駅から同楠渓町駅の間を結んでいた私鉄。樺太では唯一の路面電車であり、ガソリンカーで運行されていた。

## 著名な出身者
- 若山弦蔵（声優）
- 南定四郎（編集者、人権活動家）
- 本間正信（憲法学者、右翼活動家、旭川大学名誉教授）